# Geografia del Perú

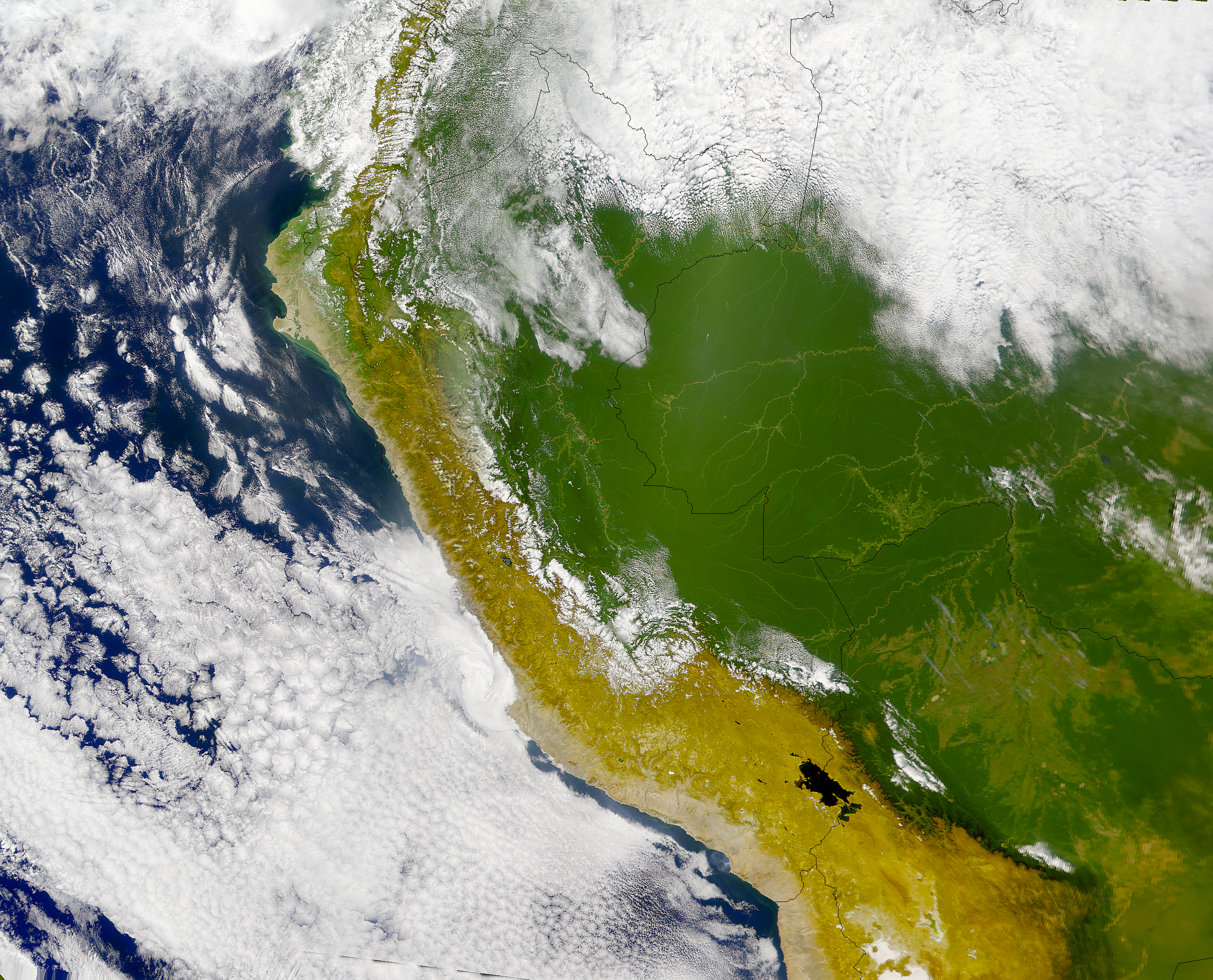
Mapa del Perú vist des del satèl·lit.

La República del Perú està situada a la part central i occidental d'Amèrica del Sud.

## Superfície i població
El territori peruà té una superfície d'1.285.215,60 km², la qual cosa representa el 0,87% del planeta. Aquesta es troba repartida en 3 regions naturals: la regió costanera ocupa 136.232,85 km² (10,6%); la regió andina, 404.842,91 km² (31,5%), i la regió amazònica, 754.139,84 km² (57,9%).
L'extrem septentrional del territori peruà es troba al riu Putumayo, a 0°  02'  00" latitud sud, mentre que l'extrem meridional es troba a la vora del mar, a Tacna, a 18º 21' 00" latitud sud. L'extrem oriental es troba al riu Heath, a Madre de Dios, a 68º 39' 00" longitud oest, i l'extrem occidental es troba a la Punta Balcones, a Piura, a 81° 19' 35".
El pic més alt del Perú és l'Huascarán a la serralada Blanca, amb una altura de 6.768 msnm. El riu més llarg del Perú és l'Ucayali (afluent del riu Amazones), amb 1.771 km de longitud. El llac més alt del món navegable és el Titicaca, situat entre la regió de Puno i Bolívia, amb 8.380 km². L'illa més gran del litoral peruà és l'Illa San Lorenzo, a la regió de Callao, amb 16,48 km². És el tercer país més gran de Sud-amèrica.
Geològicament, el Perú és un país jove en gran part del seu territori. El 42% de la seua superfície, el sistema andí i la costa, va sorgir a l'era mesozoica, fa 130 a 65 milions d'anys, producte dels alçaments tectònics produïts per la subducció de la placa de Nazca a la placa sud-americana. La intensitat del xoc entre ambdues masses va produir, a partir de l'era terciària, la serralada dels Andes.

## Límits
Els actuals límits fronterers del Perú són producte d'un procés de consolidació de molts anys, que s'inicià el 1821, prenent com a base l'Uti possidetis iure de 1810, i s'acaben establint durant el segle xx. No van ser aliens a aquest procés els esforços diplomàtics de la cancelleria peruana i, en alguns casos, van derivar en conflictes armats, i hi tingueren protagonisme les forces armades. Fins al segle xix, hi van exercir un paper excepcional l'exèrcit, la marina de guerra i la policia nacional; en els conflictes que va haver-hi durant el segle xx, ho va fer també la força aèria del Perú. Les fronteres així configurades, mitjançant enfrontament bèl·lic o no, van culminar en una sèrie de tractats amb els estats veïns, ja siguin de pau, amistat i límits o de navegació i comerç.

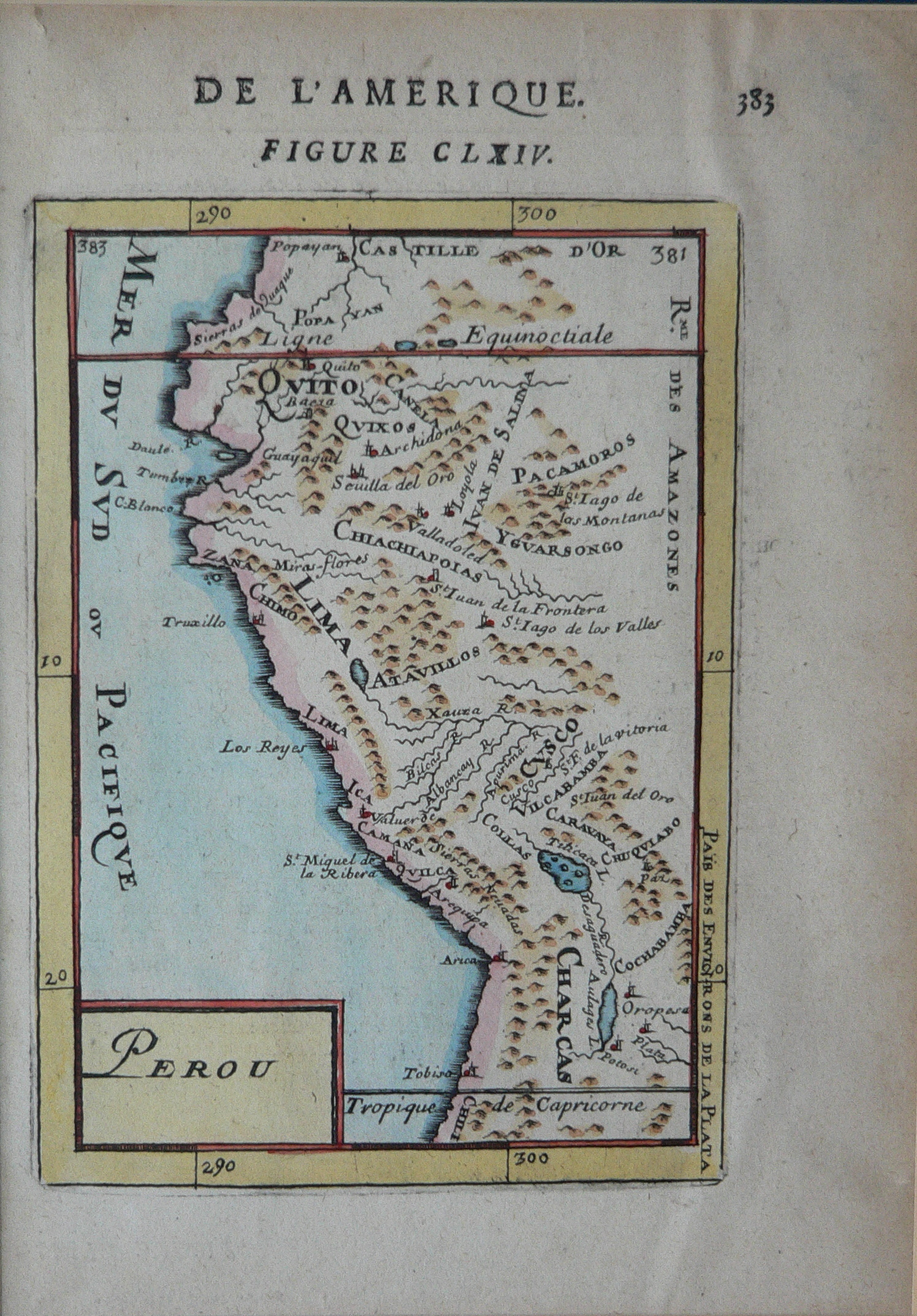
Mapa del Perú, 1683. Versió francesa.

El Perú és un dels onze estats independents d'Amèrica del Sud. Es localitza a la part central i occidental d'aquest indret d'Amèrica. Té una superfície continental d'1.285.215,6 km² i un perímetre de 6.130,228 km, que compartixen l'Equador, Colòmbia, Brasil, Bolívia i Xile. La frontera amb més distància és l'existent amb el Brasil, amb 2.822,496 km, i es troba entre la boca del riu Yavarí i la boca del riu Yaverija, a Acre. Es desenvolupa íntegrament per la selva amazònica. La frontera més curta és amb Xile, amb tan sols 169 km, entre l'altiplà d'Ancomarca i el punt anomenat Concòrdia, a la riba de l'oceà Pacífic. Els límits totals, segons la seua major o menor longitud, són:
- Límit Perú-Brasil: 2.822,496 km, des de la boca del riu Yavarí fins a la boca del riu Yaverija, a Acre.
- Límit Perú-Equador: 1.528,546 km, des de la boca del riu Capones fins a la boca del riu Güepí, al riu Putumayo.
- Límit Perú-Colòmbia: 1.506,06 km, des de la boca del riu Güepí fins a la confluència del riu Yavarí amb el riu Amazones.
- Límit Perú-Bolívia: 1.047,160 km, des de la boca del riu Yaverija, a Acre, fins a l'altiplà d'Ancomarca.
- Límit Perú-Xile: 169 km, des de l'altiplà d'Ancomarca fins al punt anomenat Concòrdia, a la riba de l'oceà Pacífic.

Aquests límits van ser aprovats en el Congrés de la República, per mitjà de la Llei núm. 24650 de 19 de març de 1987.
El Perú, geogràficament, limita, en virtut de la Llei núm. 24650:
- Pel nord: amb l'Equador i Colòmbia.
- Pel sud: amb Xile.
- Per l'est: amb el Brasil i Bolívia.
- Per l'oest: amb l'oceà Pacífic o Mar de Grau.

## Clima
La situació del Perú, prop de la línia equatorial, fa pensar que el seu clima hauria de ser eminentment tropical, però dos fets l'alteren i fan que això no sigui del tot cert. En primer lloc, l'existència dels Andes, paral·lels a la costa de l'oceà Pacífic i, en segon lloc, el corrent de Humboldt, que es manifesta de sud a nord fins a la latitud 5°, i que xoca amb El Niño a les costes de Piura i Tumbes, fins a la latitud 3,2°, al sud de la línia equatorial. Aquests fets, més l'anticicló d'aquesta part del continent, originen una gran varietat de climes simultanis en tot l'estat, cosa que situa el Perú com el país amb major varietat de climes del món: 28 de 32 possibles.

### Costa
La costa central i sud tenen característiques climàtiques d'ordre subtropical desèrtic: amb escassetat de pluja durant tot l'any. El clima és càlid-temperat, sense massa fred o calor. Els hiverns, de maig a setembre, són temperats i humits, i la temperatura oscil·la entre els 13 °C i els 22 °C. La costa sud és menys humida i amb major radiació solar durant els dies d'hivern que la costa central. La temperatura es manté en 22 °C durant el dia, encara que durant les nits s'assoleixen temperatures més fredes que a la costa central. Els estius, de desembre a abril, mantenen temperatures càlides de 30 °C de dia i 22 °C a les nits. La regió del desert de Nazca assoleix temperatures superiors durant l'estiu.
A la costa nord, el clima és més càlid i la mitjana n'arriba als 25 °C. Les regions de l'est de Lambayeque, tota Piura i Tumbes, presenten precipitacions que oscil·len entre els 50 i els 200 mm només durant els estius, i el clima és tropical-sec, més conegut com de tipus sabana tropical. Els hiverns són càlids, però molt secs, i rares vegades la temperatura baixa dels 25 °C durant el dia, tot i que de nit s'arriba als 16 °C. A l'hivern, hi ha vents a la costa fruit del corrent de Humboldt, que va de sud a nord i afecta el clima tropical que s'haguera de manifestar en aqueixes latituds. Els estius, contràriament, són molt càlids i hi ha nits plujoses. Les temperatures hi arriben als 40 °C durant la vesprada i la humitat s'incrementa gràcies a la intervenció d'El Niño, que va de nord a sud, entre desembre i abril. La primavera i la tardor mantenen temperatures càlides.
Quan es presenta el fenomen conegut com El Niño el clima de tota la costa varia substancialment, i s'hi presenten inundacions que poden arribar a provocar danys; el clima s'hi tropicalitza i es manifesta no sols en la radiació solar que caracteritza els estius i primaveres, sinó en la vegetació, com passa a Piura i Tumbes.

### La serralada dels Andes
Els Andes travessen el Perú de nord a sud, i condicionen amb la seua imponent presència el clima i l'orografia del país. Encara que l'Abra de Porculla marqui, amb 2.145 msnm, el seu punt més baix, la serralada Blanca i la serralada de Huayhuash acullen, al sector nord, els cims més alts del Perú. A partir del Nudo de Pasco, els Andes centrals s'eixamplen i trobem altiplans entre les serralades i importants cims, com els Coropuna, l'Ampato o el Salcantay. L'altiplà del Collao, a 3.600 msnm i la serralada Volcànica, amb el Misti, Pichu Pichu, i Ubinas, componen el sector meridional dels Andes peruans a partir del Nudo de Vilcanota.
La serralada Blanca és la cadena tropical més alta del món. Entre els seus cims nevats, que superen els 6.000 msnm, destaca el Huascarán, la muntanya més alta del Perú. A més, cal destacar la presència de l'Alpamayo, considerat el pic nevat més bell del món, i el Pastoruri, molt freqüentat per turistes. La serralada Blanca té una longitud de 250 km i travessa el departament d'Ancash. El Pelacanyes, al nord, i el Nuc de Manc, al sud, n'estableixen els límits. Junt amb la serralada Negra, de menor altitud i sense cims nevats, forma l'atractiu Carreró de Huaylas, pel qual discorre el riu Santa.
- La serra té un clima variat i, al mateix temps, és contrari al de l'estació de la costa. És a dir, que mentre a la costa és estiu, a la serra és "hivern" (per fer-hi la comparança, ja que, en realitat, en tot l'hemisferi sud serà estiu). Hi influeixen, addicionalment, les diverses altures, els relleus que generen microclimes i les variacions de les quantitats de precipitacions, segons les zones. L'oscil·lació de temperatura entre el dia i la nit és més pronunciada. Hi ha zones, com la Serralada Blanca, que deu la seua denominació a les neus i glaceres perpètues.

### Plana amazònica
La selva amazònica, la més vasta de les tres regions, amb 739.676 km², representa el 57,6% del territori peruà; apareix a l'est de la serralada andina. Està formada per la selva alta o de boirina, de pronunciat desnivell, i pel pla amazònic, per davall dels 400 msnm. Només hi resideix l'11% dels peruans.
- Selva alta i selva. A la selva alta, el clima és més aïna temperat moderat. La selva mateixa, per la seua naturalesa i ubicació, allunyada de les influències de la costa i pròxima a la línia equatorial, té un clima tropical amb pluges uns 200 dies a l'any. La calor permanent contribueix a la ràpida evaporació de les pluges i, per tant, a una humitat de diferents olors, depenent de les plantes o arbres.

## Fitogeografia
Donada la diversitat geogràfica simultània d'aquest país, la flora hi és variada.
- Costa. L'àrida costa té 52 excepcions pel fet que, a l'oceà Pacífic, desemboquen 52 rius que naixen als Andes i, als seus voltants, hi ha valls desenvolupades amb agricultura de diferents productes, a la qual cosa s'afig la flora natural i típica de cada vall.
- Serra. A causa de l'existència de microclimes i de valls entre muntanyes verdes o de neu (fins i tot, permanent), hi ha una alternança entre la verdor i els cactus, males herbes i altres plantes resistents a les variacions climàtiques entre el dia i la nit. L'ichu és una planta representativa de la resistència a aquestes variacions climàtiques.
- Selva. La vegetació d'aquesta part del país és típica dels boscos tropicals, on hi ha innumerables espècies d'arbres i plantes típiques, com les orquídies. Per exemple, al Parc Nacional del Manú en una sola hectàrea s'han arribat a trobar més de 250 espècies d'arbres.

## Zoogeografia
La fauna peruana és molt variada, com la seua geografia.

### Fauna marina
Prové de tres centres d'origen: el tròpic, l'Antàrtida i el mar fred del corrent peruà. Entre la fauna marina i la fluvial, es troben prop de dues mil espècies de peixos.
- Tropical. Predominen en l'ecoregió del mar tropical, enfront de les regions de Tumbes i Piura. Provenen de les zones tropicals de l'oceà Pacífic (des de la Baixa Califòrnia fins al nord peruà). Entre els seus components més representatius, es troben la serp marina (Plarmis platurus); diverses aus típiques, com la fragata i el piquer; cinc espècies de tortugues marines i moltes espècies de peixos, com ara el tauró, el merlí i l'emperador.
- Corrent de Humboldt. Concentra moltes espècies endèmiques, i destaca per les captures de corbines, llenguados, anxova, bonítol i la paota o calamar gegant, de les quals es produeix la farina de peix i la farina de calamar per a consum humà; a més de nombrosos crustacis i mariscos; entre altres sis-centes espècies. A més, aus que tenen una importància econòmica pel guano que dipositen al litoral, i que han donat lloc a dipòsits de guano, que són utilitzats com a adob en l'agricultura.
- Antàrtiques. En petita proporció hi ha pingüins, llops marins, catxalots, balenes i dofins.

### Fauna terrestre
S'hi distingeixen tres grups molt diferents pel seu origen:
- Andí-patagó. Hi predominen al desert de la costa i la serra. Com a tret general, estan adaptats a l'escassetat de recursos, a causa de l'impacte climàtic de la particular morfologia andina. A la costa, es troben espècies com el gos sense pèl, que existeix en aquesta zona des de fa milers d'anys, així com el cuy, la iguana, la tortuga gegant i d'altres. Els 52 rius que banyen la costa tenen diferents varietats de peixos i, en alguns, s'explota la gambeta.

A la serra, d'altra banda, són representatius els camèlids (alpaca, guanac, llama i vicunya), tan importants en l'economia de les comunitats andines; i aus com el còndor dels Andes. També hi ha xinxillas, viscatxes i, des de l'última dècada del segle xx, estruços, que es van importar per a la seua reproducció a escala cada vegada major, a causa de la seua bona aclimatació prop d'Arequipa. Els llacs i rius d'aquesta zona tenen la seua pròpia fauna, que és diversa.
- Amazònic. Originades a la plana central de Sud-amèrica, es caracteritzen per tindre una gran adaptabilitat a les zones humides. Habiten la selva i les zones contigües al mar tropical. En són representatius el jaguar, grans serps, caimans, porcs senglars, etc. Milions d'insectes coneguts i desconeguts, i aus com guacamais, lloros, i mils més entre conegudes i per classificar. El riu Amazones té espècies de tota naturalesa encara per classificar. A més de peixos, als rius hi ha caimans i tortugues, però la pesca n'està prohibida.
- Chaqueño. El centre d'evolució del Xacó és responsable de l'origen d'una petita proporció de la fauna peruana, la que habita la sabana de palmeres, que cobreix una petita extensió de la regió Mare de Déu. Ací es troben animals com el llop de crin, el cervo dels pantans i 17 espècies d'aus.

## Hidrografia
El Perú conté el 4% de l'aigua dolça del planeta. Aquest volum es troba desigualment distribuït en tres vessants, la del Pacífic, la de l'Atlàntic i la del llac Titicaca, delimitades per la serralada dels Andes. En la segona d'aquestes conques, naix també el gegant Amazones que, amb 6.872 km, és el riu més llarg i cabalós del món. Aquest vessant ocupa el 75% del territori.
El llac Titicaca és el més gran de Sud-amèrica, amb 8.380 km². Aquest llac tectònic és compartit pel Perú i Bolívia. En aquest, aboquen les aigües 20 rius, com ara el Ramis, l'Ilave i el Huancané, pel costat peruà. Registra onades i marees; té 36 illes i influeix en el clima de l'altiplà del Collao, per la seua temperatura mitjana de 12 °C. El llac Titicaca formava, junt amb la llacuna Arapa i el llac Poopó (Bolívia), el gran llac Ballivián de l'altiplà peruà-bolivià.